# Ethel (Missouri)
Ethel és una població dels Estats Units a l'estat de Missouri. Segons el cens del 2000 tenia 100 habitants.

## Demografia
Segons el cens del 2000, Ethel tenia 100 habitants, 46 habitatges, i 28 famílies. La densitat de població era de 160,9 habitants per km².
Dels 46 habitatges en un 17,4% hi vivien nens de menys de 18 anys, en un 43,5% hi vivien parelles casades, en un 15,2% dones solteres, i en un 39,1% no eren unitats familiars. En el 32,6% dels habitatges hi vivien persones soles el 17,4% de les quals corresponia a persones de 65 anys o més que vivien soles. El nombre mitjà de persones vivint en cada habitatge era de 2,17 i el nombre mitjà de persones que vivien en cada família era de 2,61.
Per edats la població es repartia de la següent manera: un 16% tenia menys de 18 anys, un 7% entre 18 i 24, un 15% entre 25 i 44, un 38% de 45 a 60 i un 24% 65 anys o més.
L'edat mediana era de 54 anys. Per cada 100 dones de 18 o més anys hi havia 71,4 homes.
La renda mediana per habitatge era de 22.500 $ i la renda mediana per família de 25.000 $. Els homes tenien una renda mediana de 50.833 $ mentre que les dones 27.500 $. La renda per capita de la població era de 16.126 $. Entorn del 15,4% de les famílies i el 18,6% de la població estaven per davall del llindar de pobresa.

## Poblacions més properes
El següent diagrama mostra les poblacions més properes.